# Єлизавета Шварцбурзька
Єлизавета Шварцбурзька (нім. Elisabeth von Schwarzburg), також Єлизавета Шварцбург-Бланкенбурзька (нім. Elisabeth von Schwarzburg-Blankenburg, 13 квітня 1541 — 26 грудня 1612) — німецька аристократка XVI—XVII століть, донька графа Шварцбургу Ґюнтера XL та графині Єлизавети Ізенбург-Бюдінґен-Роннебурзької, дружина графа Ольденбурзького та Дельменгорстського Йоганна VII.

## Біографія
Народилась 13 квітня 1541 року у Зондерсгаузені. Була десятою дитиною та четвертою донькою в родині графа Шварцбургу Ґюнтера XL та його дружини Єлизавети Ізенбург-Бюдінґен-Роннебурзької.
Втратила батька в 11-річному віці. Матір більше не одружувалася. Графством спільно правили старші брати.
У 35-річному віці стала дружиною 36-річного графа Ольденбурзького та Дельменгорстського Йоганна VII. Весілля пройшло 29 липня 1576 року в Дельменгорсті. 
Після смерті Йоганна у 1603 році мешкала у своїй удовиній резиденції, замку Ноєнбург. Пішла з життя 26 грудня 1612 року в Ольденбурзі.

## Родина
Чоловік — Йоганн VII, граф Ольденбурзький та Дельменгорстський.
Діти:
- Йоганн (1578—1580) — прожив 2 роки;
- Анна Софія (1579—1639) — одружена не була, дітей не мала;
- Марія Єлизавета (1581—1619) — одружена не була, дітей не мала;
- Катерина (1582—1644) — дружина герцога Саксен-Лауенбурзького Августа, дітей не мала;
- Антон Гюнтер (1583—1667) — граф Ольденбургу у 1603—1667 роках, був одруженим з  принцесою Софією Катериною Шлезвіг-Гольштейнською, мав позашлюбного сина;
- Магдалена (1585—1657) — дружина князя Ангальт-Цербсту Рудольфа, мала сина та доньку.